# Moara de Foc
Moara de Foc este o stradă din Iași care face legătura dintre cartierul Canta și Gara CFR.
Este în prelungirea străzii Canta și ține de la fosta "Moara 1 Mai" pană la fostul Talcioc (sau fosta fabrică de țigarete)

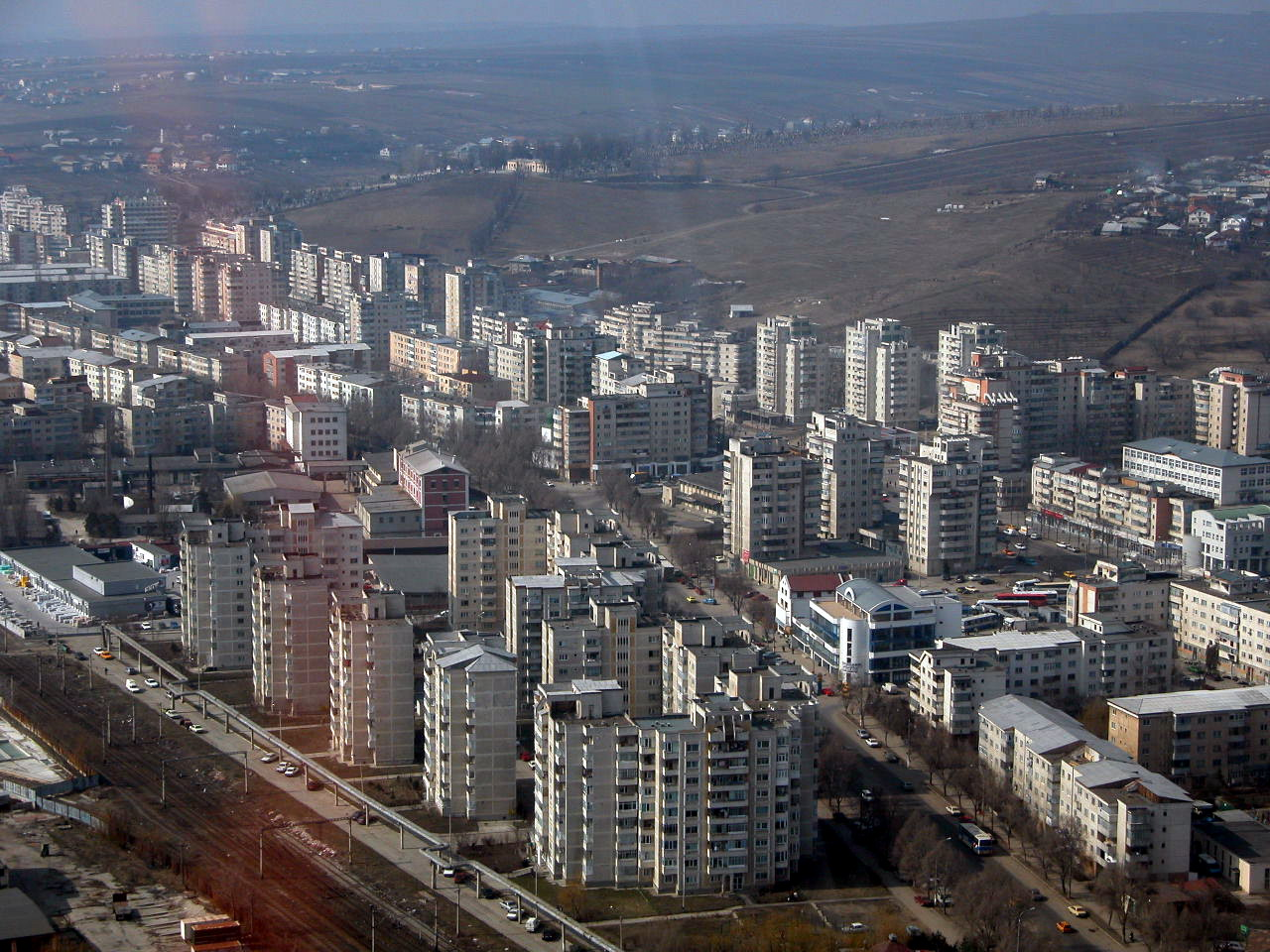
Moara de Foc

În orașul Iași exista și un restaurant "Moara de Foc" situat în zona Păcurari. 